# Попович, Александр Анатольевич
Александр Анатольевич Попович (рум. Alexandru Popovici; 9 апреля 1977, Тирасполь, Молдавская ССР, СССР) — молдавкий футболист, нападающий.

## Карьера
Воспитанник киевского республиканского высшего училища физической культуры. В 1994 году сыграл два матча за киевский «Олимпик» в любительском чемпионате Украины. В 1994—1999 играл за молдавский «Тилигул» Тирасполь, в 1998 провёл 4 игры за немецкий «Дуйсбург». В 1999 году перешёл в российское «Динамо» (Москва), за которое сыграл единственный матч 3 апреля. Следующие 1,5 сезона провёл в «Торпедо-ЗИЛ».
В 2001 году сыграл 6 игр в составе южнокорейского клуба «Соннам Ильва Чунма», в 2002 — два матча за молдавский «Конструкторул» (Чобручи). В 2002—2008 годах играл на Украине в клубах «Днепр» (Днепропетровск) (2002—2004), Кривбасс (Кривой Рог) (2004—2006), «Заря» (Луганск) (2007—2008).
В 2008—2009 сыграл 9 матчей за «Тилигул-Тирас», трижды отдавался в аренду — в «Дачию» Кишинёв (2008), азербайджанский «Симург» Загатала (2009), «Динамо» Бендеры (2009). В 2010—2011 играл за клуб «Искра-Сталь» Рыбница, во второй половине 2011 — за узбекский ФК «Андижан». В 2012 году вернулся в Тирасполь, где стал играть в составе одноимённого клуба, с 2014 — в составе ФК «Саксан».
В 1996—2005 годах провёл 21 матч за сборную Молдавии, забил три мяча.

## Достижения
- Серебряный призёр чемпионата Молдавии (5): 1994, 1995, 1996, 1998, 2014
- Бронзовый призёр чемпионата Молдавии: 2013
- Обладатель Кубка Молдавии (3): 1994, 1995, 2013
- Финалист Кубка Молдавии: 1996